# 第72回日本選手権競輪
第72回日本選手権競輪（だい72かいにほんせんしゅけんけいりん）は、2018年5月1日から6日まで、平塚競輪場で開催された競輪のGI競走である。優勝賞金6,500万円（副賞込み）。

## 決勝戦

### 競走成績
- 5月6日（日） 16:30 第11レース[1][2][3][4]
- 誘導員…高木隆弘（神奈川）[5][6]

| 着 | 車番 | 選手       | 登録地 | 級 班 | 着差     | 決まり手 | 上がり (秒) | H/B | 特記 |
| -- | ---- | ---------- | ------ | ----- | -------- | -------- | ----------- | --- | ---- |
| 1  | 7    | 三谷竜生   | 奈良   | SS    |          | 差し     | 11.4        |     |      |
| 2  | 9    | 村上義弘   | 京都   | S1    | 3/4車身  | マーク   | 11.4        |     |      |
| 3  | 3    | 脇本雄太   | 福井   | S1    | タイヤ差 |          | 11.5        | HB  |      |
| 4  | 5    | 村上博幸   | 京都   | S1    | 1車身1/2 |          | 11.4        |     |      |
| 5  | 8    | 香川雄介   | 香川   | S1    | 4車身    |          | 11.2        |     |      |
| 6  | 1    | 浅井康太   | 三重   | SS    | 1/2車輪  |          | 11.3        |     |      |
| 7  | 4    | 和田健太郎 | 千葉   | S1    | 3/4車身  |          | 11.0        |     |      |
| 8  | 2    | 新田祐大   | 福島   | SS    | 1車身    |          | 11.3        |     |      |
| 9  | 6    | 山中秀将   | 千葉   | S1    | 5車身    |          | 11.8        |     |      |

### 配当金額
| 5=6 | 370円 |  |

| 3=7=9 | 830円 |  |

| 5-6 | 580円 |  |

| 7-9-3 | 3,040円 |  |

| 7=9 | 410円 |  |

| 7=9 | 200円 |  |
| 3=7 | 480円 |  |
| 3=9 | 640円 |  |

| 7-9 | 650円 |  |

### レース概要
脇本の先行で、近畿勢4車がセーフティーリードを保った状態で最終直線へ。番手絶好となった三谷がゴール前で差し、史上7人目のダービー連覇（2013年・2014年の村上義以来）を果たした。直線で外を踏んだ村上義が2着に食い込み、脇本がタイヤ差の3着。

## 特記事項
- 近年もKEIRINグランプリはしばしば開催されていたものの、平塚競輪場での四日制[10]以上のGIは、有坂直樹が優勝した2007年の第60回日本選手権競輪以来11年ぶりとなった[11]。

- 4月23日に開設となった、平成30年度特別競輪統一サイト「キン肉マン 超人ケイリン編」では、ロビンマスクが今大会を担当した[12]。

- 決勝戦の地上波中継は『第72回　日本選手権競輪（GI）～決勝戦～』テレビ東京《TXN系列6局ネット》（今回は地上波のみで、BSジャパンでは放送せず）[13]。司会は秋元才加、ゲストはボビー・オロゴン、解説は中野浩一、実況は板垣龍佑アナが担当（レース映像は一部CS中継を制作した多摩川電気のものを使用）。

- 目標は去年と同じ155億円だったが、シリーズ六日間の総売上は135億9085万7100円だった[14][15]。

### 競走データ
- 齋藤登志信（宮城・80期）が今回、日本選手権競輪の連続20回出場を達成し、開会式で表彰された[16]。

- 前回大会で鈴木誠と並ぶ日本選手権競輪連続26回出場を達成した西川親幸は、今回は選出されず記録が途切れた（タイ記録）[17]。

- 開催初日の5月1日、一次予選第2Rにて、荒井崇博（佐賀・82期）が平塚競輪場のバンクレコードを24年ぶりに更新した（10秒4）[18][19]。

- 決勝メンバー中、今回がGI初優出となった選手はゼロ。香川雄介は2008年1月の競輪祭以来10年ぶりの進出[20]。新田（第68回）・村上博（63回）・村上義（64・66・67・69回）・三谷（前回71回）は日本選手権の優勝経験あり。兄弟（村上義、村上博）による決勝進出は、史上17例目で日本選手権では4例目[21]。

- グランドスラムに王手の懸かった山崎芳仁は準決勝で敗退した。